# Gerhard I. Culemborški
Gerhard I. Culemborški, imenovan tudi Gerrit (ok. 1334 - umrl med 20. in 28. majem 1394) je bil gospod Culemborški, gospod munsterskih fevdov Werth in Wertherbruch ter Leški. Bil je tudi član sveta vojvode Reinalda III. Gelderskega.

## Življenje
Bil je sin Huberta II. Culemborškega in Jute (ali Judite) Leške. Leta 1340 je bil omenjen kot "čeden", leta 1371 pa se je pojavil kot "vitez", ki je služil v svetu vojvode Geldersa. Podedoval je posesti svoje matere, leške dežele, in sicer upravni dvor Krimpen aan de Merwede (= na Leku), Krimpen aan den IJssel, Ouderkerk in Zuidbroek.  Gerhard  je leta 1379 pridobil v fevd Schalkwijk, Everdingen in Hagesteinom, leta 1390 pa je v fevd pridobil še 'Steenwaard' iz Hondsdijka. Gerhard je verjetno sodeloval pri obleganju Heusdna (1358-1359), verjetno zaradi desetin ali zemljiških interesov na tem območju.
Leta 1377 je nasledil svojega umrlega brata Janeza II. Culemborškega .
Gerhard je umrl leta 1394. Nasledil ga je njegov najstarejši sin Hubert III..

## Poroka in otroci
Gerhard se je leta 1371 poročil z Berto ali Bertrado Egmontsko, hčerko Janeza I. Egmontskega. Imela sta naslednje otroke;
- Hubert III. Culemborški (okrog 1377-1422), gospod Culemborški
- Janez III. Culemborški (okoli 1380-1452), gospod Culemborški
- Sveder Culemborški (13??-1433), škof v Utrechtu
- Arent Culemborški, dekan kapitlja sv. Janeza v Utrechtu
- Peter Culemborški, umrl mlad
- Matilda Culemborška (1382-1414), omenjena kot najstarejša hči, poročena z Johanom Sobbe Overweldskim
- Gerhard II. Culemborški (1381-1466), gospod Maurika in Geerestejna, se je poročil z Gijsberto Zujlensko Nijeveltsko (1375-1438), hčerko Jakoba in Elizabete Nijenrodske.
- Juta ali Judita Culemborška (13??-1428), poročena z gospodom Rijfferscheida.
- Berta Culemborška [5]